# Meroglossa striaticeps
Meroglossa striaticeps är en biart som först beskrevs av Heinrich Friese 1924.  Meroglossa striaticeps ingår i släktet Meroglossa och familjen korttungebin. Inga underarter finns listade i Catalogue of Life.

## Bildgalleri

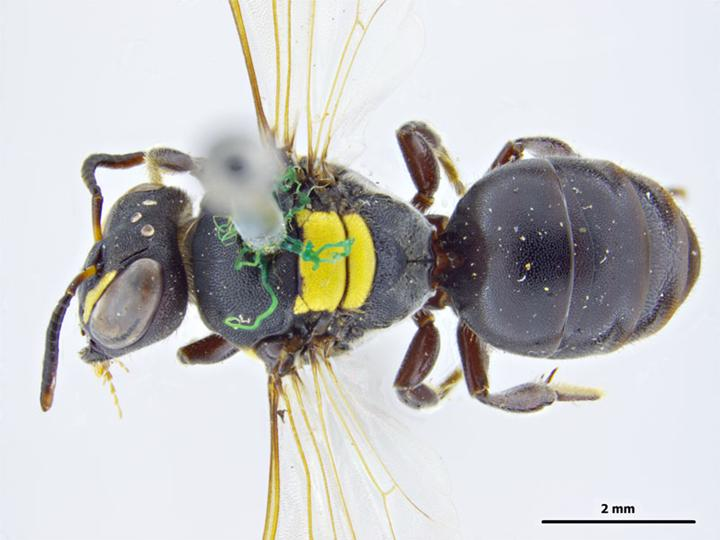